# Río Anhangabaú
El río Anhangabaú es un río que baña el municipio de São Paulo, en el estado de São Paulo, Brasil. Está formado por la confluencia de tres cursos de agua: Córrego do Saracura (debajo de la Avenida 9 de Julho), Ribeirão do Itororó (debajo de la Avenida 23 de Maio) y Córrego Bexiga. El lugar de confluencia, la actual Praça da Bandeira, era tradicionalmente un gran humedal. De la plaza, el río fluye entubado bajo el Vale do Anhangabaú y desemboca en el río Tamanduateí, a la altura del Mercado Municipal.